# F1rstman
Hassan Syed (Punjabi, Urdu: حسن سید)  (Lahore, 30 juli 1992), beter bekend onder zijn artiestennaam F1rstman, is een Pakistaans-Nederlands rapper en beatboxer.

## Biografie
Syed werd geboren in Pakistan en verhuisde met zijn familie naar Den Haag toen hij drie jaar oud was. Hij speelt sinds jonge leeftijd percussie en trad op in de theater- en percussiegroep Fata Morgana tijdens verschillende festiviteiten in Den Haag. Na een auditie in het Circustheater in Scheveningen kreeg hij op zijn elfde een van de vier rollen van Simba in de musical The Lion King van Joop van den Ende.
Jan Schelvis van Fata Morgana nam Syed op een dag mee naar een optreden van de Amerikaanse wereldkampioen beatboxen en rapper Rahzel. Door dit optreden besefte hij dat percussie een vorm van kunst is. Hij ontwikkelde zich er verder in en behaalde op zijn vijftiende de vierde plaats tijdens het Nederlands kampioenschap beatboxen. Ook trad ook steeds vaker op in buurthuizen en wijkfeesten en daarnaast was in televisieprogramma's te zien als BlinQ, Villia Life en Zapp. Vanaf zijn zestiende maakte hij er ook muziek naast met een vriend en zijn broer. Bij de samenwerking onder de naam Ngs sloten zich daarna nog meer jongeren aan. Enkele nummers uit die tijd waren Laat me van je houden en Bin Lagami.
In 2015 verschenen zijn eerste singles. Round & round (2015), die hij maakte met Lil' Kleine, Dyna en Bollebof, bereikte de Nederlandse Top 40. Hetzelfde geldt voor Overal (2016) waarvoor hij samen met DJ Youss-F & Boef de videoclip maakte in Marokko. Andere hits in 2016 waren Op en neer en Squat. In 2017 bracht Syed in samenwerking met Sandro Silva en Badd Dimes de single That Girl uit.

## Singles
| Jaar | Act                                             | Nummer         | Vlag van Nederland | Vlag van Nederland | Opmerkingen                     |
| Jaar | Act                                             | Nummer         | 100                | weken              | Opmerkingen                     |
| ---- | ----------------------------------------------- | -------------- | ------------------ | ------------------ | ------------------------------- |
| 2015 | F1rstman, Lil' Kleine, Dyna en Bollebof         | Round & round  | 11                 | 31                 | nr. 19 in de Nederlandse Top 40 |
| 2016 | F1rstman en Two Crooks                          | Op en neer     | 68                 | 8                  |                                 |
| 2016 | F1rstman en Faya met I Am Aisha                 | Squat          | 41                 | 25                 |                                 |
| 2016 | F1rstman met DJ Youss-F & Boef                  | Overal         | 7                  | 25                 | nr. 19 in de Top 40             |
| 2017 | F1rstman                                        | Één ding       | 56                 | 13                 |                                 |
| 2017 | F1rstman, Diaz en Bruno met I Am Aisha en Kempi | Love sensez    | 44                 | 11                 |                                 |
| 2017 | F1rstman met Rollàn                             | Danse avec moi | 78                 | 8                  |                                 |
| 2017 | F1rstman met Josylvio, Lijpe en Bollebof        | Money money    | 22                 | 12                 |                                 |
| 2017 | F1rstman met KM                                 | Come Ova       | tip 13             | 2                  |                                 |
| 2018 | F1rstman met Keizer                             | Verlangen      | tip 16             | 1                  |                                 |
| 2018 | F1rstman met Eves Laurent                       | Anoniem        | tip 4              | 2                  |                                 |
| 2018 | F1rstman met SFB, Philly Moré                   | Machine        | 14                 | 11                 |                                 |
| 2018 | F1rstman                                        | Vamonos        | tip 12             | 2                  |                                 |
| 2018 | F1rstman met Zefanio                            | In je stad     | tip 5              | 12                 |                                 |
| 2018 | F1rstman met Hef, Poke en Pyramids              | Jalla          | 96                 | 1                  |                                 |
| 2018 | F1rstman met Rugged                             | Bella          | tip 18             | 1                  |                                 |
| 2019 | F1rstman met Ismo                               | On Lock        | tip 2              | 2                  |                                 |
| 2019 | F1rstman                                        | Lukt niet      | tip 4              | 1                  |                                 |
| 2019 | F1rstman met Snelle                             | Non verbaal    | 75                 | 1                  |                                 |